# هجليج سدري
هجليج سدري (الاسم العلمي:Balanites zizyphoides) هي نوع غير مؤكد من النباتات يتبع جنس الهجليج من الفصيلة الرطريطية.